# Kurata Shu
Kurata Shu (sinh ngày 26 tháng 11 năm 1988) là một cầu thủ bóng đá người Nhật Bản.

## Đội tuyển bóng đá quốc gia Nhật Bản
Kurata Shu thi đấu cho đội tuyển bóng đá quốc gia Nhật Bản từ năm 2015.

## Thống kê sự nghiệp
| Đội tuyển bóng đá Nhật Bản | Đội tuyển bóng đá Nhật Bản | Đội tuyển bóng đá Nhật Bản |
| Năm                        | Trận                       | Bàn                        |
| -------------------------- | -------------------------- | -------------------------- |
| 2015                       | 1                          | 0                          |
| 2016                       | 0                          | 0                          |
| 2017                       | 5                          | 2                          |
| Tổng cộng                  | 6                          | 2                          |